# Laroque (Hérault)
Laroque é uma comuna francesa na região administrativa de Occitânia, no departamento de Hérault. Estende-se por uma área de 6,63 km². Em 2010 a comuna tinha 1 660 habitantes (densidade: 250,4 hab./km²).